# Khlong Bangkok Yai

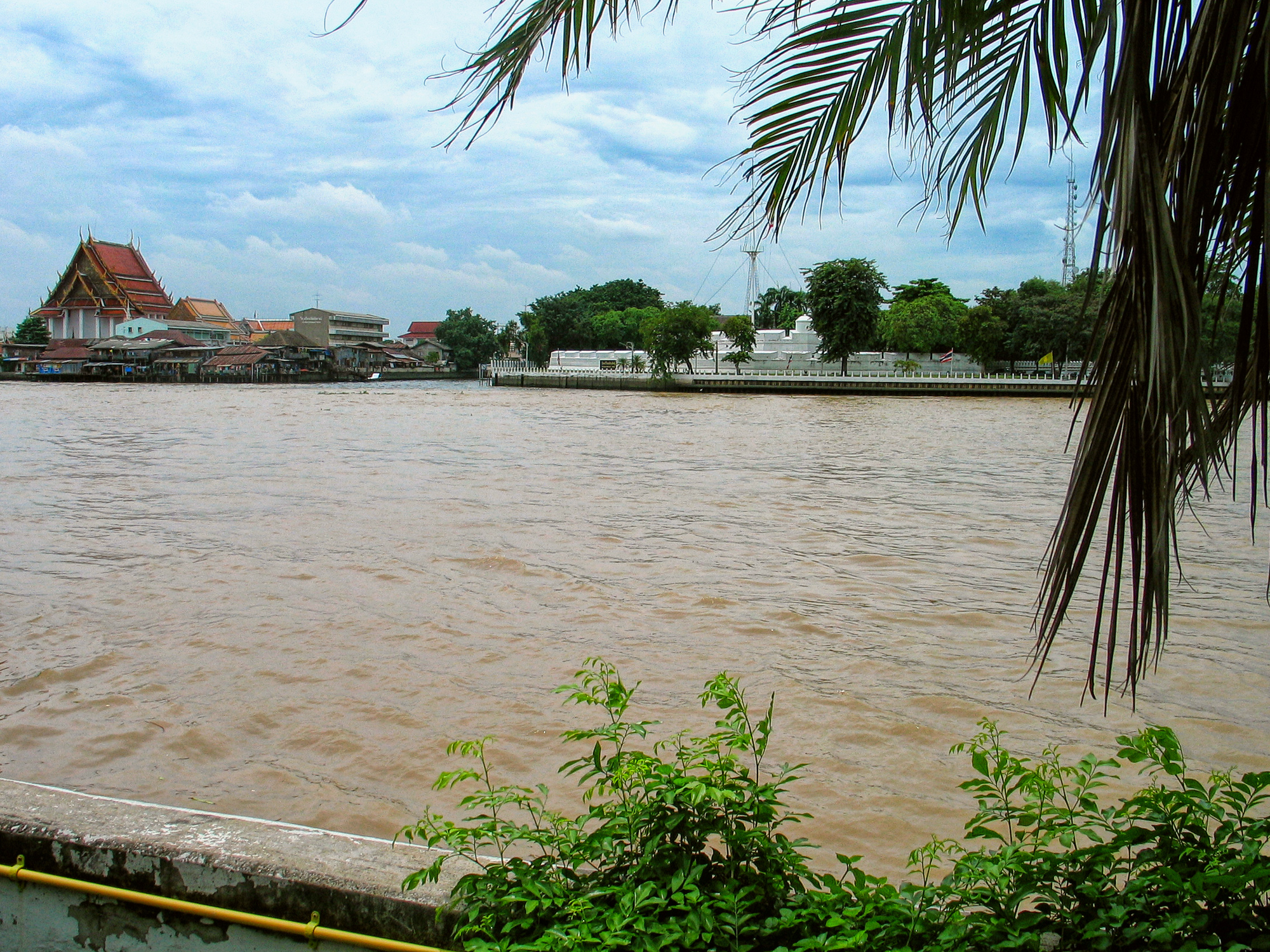
Mündung des Khlong Bangkok Yai in den Chao Phraya, ganz links: Wat Kalayanimit

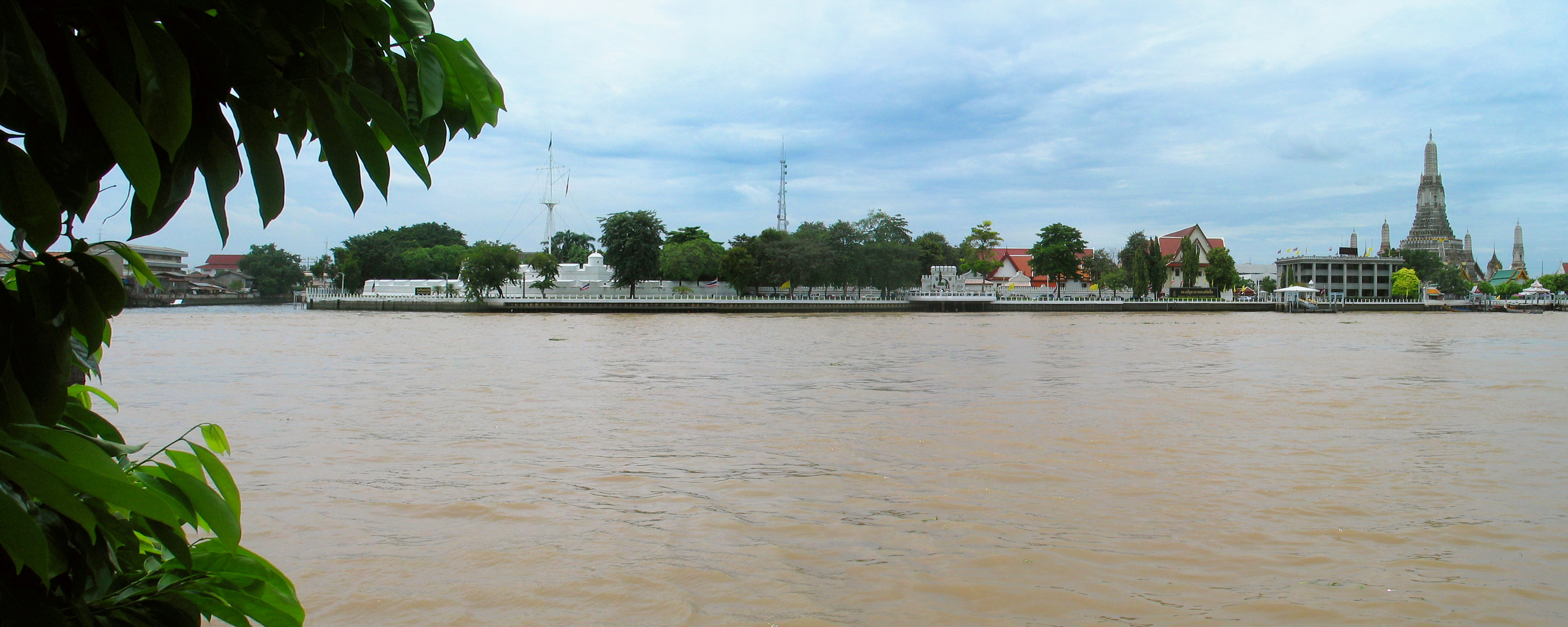
Blick auf Fort Wichaiprasit und Wat Arun

Der Khlong Bangkok Yai (Thai: คลองบางกอกใหญ่) ist ein Kanal (Khlong) im westlichen Teil von Bangkok, der Hauptstadt von Thailand. Auf manchen Karten heißt der Khlong Bangkok Yai auch „Khlong Chak Phra“ (คลองชักพระ).

## Verlauf
Der Khlong Bangkok Yai beginnt im Bangkoker Bezirk (Khet) Bangkok Noi, wo er in den Khlong Bangkok Noi mündet (⊙).
Er verläuft weiter nach Süden auf der Grenze zum Bezirk Taling Chan. Im Bezirk Bangkok Yai bildet er die Grenze zu den Bezirken Phasi Charoen und Thonburi. An der Grenze zwischen Phasi Charoen und Thonburi zweigt der Khlong Dan (คลองด่าน) nach Südwesten ab, über den man mit dem Boot bis hinunter nach Samut Sakhon und damit zum Golf von Thailand gelangen kann. Etwa 300 Meter südwestlich des Wat Arun mündet er am Wat Kalayanimit in den Mae Nam Chao Phraya (⊙).
Um 1840 sind etwa die ersten zehn Kilometer des Ufers des Khlong Bangkok Yai und des Khlong Dan außerhalb des alten Bangkok noch bewohnt, anschließend gab es nur Mangroven mit sporadischer Besiedlung.

## Sehenswürdigkeiten
- Wichaiprasit Fort – bereits zur Regierungszeit von König Narai von Ayutthaya von französischen Ingenieuren erbaut, sollte es gemeinsam mit einem auf dem anderen Ufer des Chao Phraya gelegenen Fort den Verkehr zur Hauptstadt Ayutthaya überwachen.
- Wat Kalayanimit (Umschrift auch als „Kanlayanamitr“) – großer buddhistischer Tempel (Wat) an der Mündung des Khlong Bangkok Yai in den Chao-Phraya-Strom. Der riesige sitzende Buddha im Haupt-Viharn wird Luang Phor Thor, von der chinesischen Bevölkerung allerdings Sam Po Kong genannt. Auf dem Tempelgelände befindet sich außerdem die größte Bronze-Glocke von Thailand.
- Wat Molilokayaram – bereits in der Ayutthaya-Periode gegründet, von König Phuttaloetla (Rama II.) renoviert.
- Wat Intharam – König Taksin renovierte diesen Tempel und kam häufig zum Meditieren hierher. Ein Schrein zu seinen Ehren wurde auf dem Tempelgelände errichtet, eine Chedi enthält die Asche des Königs.
- Wat Pak Nam Phasi Charoen – an der Mündung des Khlong Dan gelegen. Gegründet wurde er bereits in der Ayutthaya-Periode, wahrscheinlich von König Phrachao Suea. Er wurde von König Nang Klao (Rama III.) renoviert. In der neueren Vergangenheit ein Zentrum für Meditation, ist Wat Pak Nam heute noch immer eine berühmte Quelle für magische Amulette, die vor allen möglichen Gefahren beschützen sollen, von Schlangenbissen über Messerstichen bis hin zu Flugzeugabstürzen.
- Taling Chan Floating Market – am Wochenende wird hier noch ein traditioneller Schwimmender Markt abgehalten. Die Besucher sind hauptsächlich thailändische Touristen.[2]